# Trigonotylus pulchellus
Trigonotylus pulchellus је врста инсекта из рода Trigonotylus.

## Опис
Врсте из рода Trigonotylus имају издужено тело светлозелене до жуте боје, имају уздужну бразду између очију и гладак пронотум.
Trigonotylus pulchellus има тело светлозелене до сиве боје, обично прошарано светлорозе нијансом. На вентралној страни тела, на боковима, уочавају се јасне црвене линије, по чему се разликује од осталих врста рода на нашем подручју. Антене најчешће светлоцрвене до црвене боје, а први чланак са лонгитудиналним линијама жуте или светлозелене боје. Просечна дужина тела мужјака износи од 4,2 до 4,5 милиметра, а женки од 4,6 до 4,65 милиметра.

Одрасли инсекти се срећу од јула до августа, а презимљавају у стадијуму јајета. Најчешће се развија једна генерација годишње.

## Станиште
Насељава травната станишта и храни се на различитим врстама трава. Често се налази на заслањеном терену (слатинама).

## Распрострањење
Врста насељава земље Европе (Албанију, Аустрију, Белорусију, Белгију, Бугарску, Хрватску, Чешку Републику, европски део Турске, континентални део Француске, Грчке и Италије, Немачку, Мађарску, Румунију, северни европски део Русије, Словачку, Словенију, Србију, Шведску, Швајцарску итд.)

## Синоними
- Hahn, 1834